# Braith Anasta
Braith Anasta (Old Bar, Nueva Gales del Sur; 14 de enero de 1982) es un jugador australiano de rugby profesional. Su equipo actual es West Tigers. Anteriormente fue capitán de los Sydney Roosters y también jugó en el Canterbury Bulldogs, equipo con el que ganó el 2004 NRL Premiership.

## Biografía
Es hijo de Peter y Kim Anasta, tiene un hermano Damon Anasta. Su padre murió en 1997 cuando Braith tenía solo 15 años.
En 2007 comenzó a salir con la modelo y actriz Erin McNaught, sin embargo la relación terminó en 2009.
En noviembre de 2009 comenzó a salir con la actriz y modelo Jodi Gordon. El 27 de noviembre de 2011 Jodi anunció que estaba comprometida con Braith. La pareja se casó el 14 de octubre de 2012 en Bali.
En agosto de 2013 Jodi y Brath anunciaron que estaban esperando a su primer bebé juntos. La pareja le dio la bienvenida a su primera hija Aleeia Anasta el 2 de marzo de 2014. El 11 de diciembre de 2015 la pareja anunció que se habían separado.